# Dyskografia LL Cool J-a
Poniżej przedstawiona jest dyskografia amerykańskiego rapera, aktora LL Cool J-a. Sprzedał on ponad 13 milionów płyt w samych Stanach Zjednoczonych, a na świecie ponad 25 milionów.

## Albumy

### Solowe
| 1985                            | Radio - Data wydania: 18 listopada 1985 - Wytwórnia: Def Jam/Columbia                  | 46 | 6 | —  | 71 | - US: platyna    |
| 1987                            | Bigger and Deffer - Data wydania: 22 lipca 1987 - Wytwórnia: Def Jam/Columbia          | 3  | 1 | 39 | —  | - US: 2× platyna |
| 1989                            | Walking with a Panther - Data wydania: 9 czerwca 1989 - Wytwórnia: Def Jam/Columbia    | 6  | 1 | 64 | 43 | - US: platyna    |
| 1990                            | Mama Said Knock You Out - Data wydania: 27 sierpnia 1990 - Wytwórnia: Def Jam/Columbia | 16 | 1 | 32 | 49 | - US: 2× platyna |
| 1993                            | 14 Shots to the Dome - Data wydania: 1 czerwca 1993 - Wytwórnia: Def Jam/Columbia      | 5  | 1 | —  | 74 | - US: złoto      |
| 1995                            | Mr. Smith - Data wydania: 21 listopada 1995 - Wytwórnia: Def Jam                       | 20 | 4 | 53 | —  | - US: 2× platyna |
| 1997                            | Phenomenon - Data wydania: 14 października 1997 - Wytwórnia: Def Jam                   | 7  | 4 | 7  | 37 | - US: platyna    |
| 2000                            | G.O.A.T. - Data wydania: 5 września 2000 - Wytwórnia: Def Jam                          | 1  | 1 | 5  | —  | - US: platyna    |
| 2002                            | 10 - Data wydania: 8 października 2002 - Wytwórnia: Def Jam                            | 2  | 1 | —  | 26 | - US: platyna    |
| 2004                            | The DEFinition - Data wydania: 31 sierpnia 2004 - Wytwórnia: Def Jam                   | 4  | 3 | —  | 66 | - US: złoto      |
| 2006                            | Todd Smith - Data wydania: 11 kwietnia 2006 - Wytwórnia: Def Jam                       | 6  | 2 | 40 | —  | - US: złoto      |
| 2008                            | Exit 13 - Data wydania: 9 września 2008 - Wytwórnia: Def Jam                           | 9  | 3 | 61 | —  |                  |
| 2013                            | Authentic - Data wydania: 30 kwietnia 2013 - Wytwórnia: S-BRO                          | 23 | 7 | —  | —  |                  |
| "—", pozycja nie była notowana. |                                                                                        |    |   |    |    |                  |

### Kompilacje
| Rok  | Tytuł                                                                                     | Notowania | Notowania | Certyfikacje (RIAA) |
| Rok  | Tytuł                                                                                     | U.S.      | U.S. R&B  | Certyfikacje (RIAA) |
| ---- | ----------------------------------------------------------------------------------------- | --------- | --------- | ------------------- |
| 1996 | All World: Greatest Hits - Data wydania: 5 listopada 1996 - Wytwórnia: Def Jam Recordings | 29        | 21        | platyna             |
| 2009 | All World 2 - Data wydania: 8 grudnia 2009 - Wytwórnia: Def Jam                           | —         | —         | —                   |

## Single

### Solowe
| Rok  | Single (Certyfikacje RIAA)                                                          | Notowania | Notowania | Notowania | Notowania | Album                               |
| Rok  | Single (Certyfikacje RIAA)                                                          | Hot 100   | R&B       | Rap       | UK        | Album                               |
| ---- | ----------------------------------------------------------------------------------- | --------- | --------- | --------- | --------- | ----------------------------------- |
| 1985 | "I Can't Live Without My Radio"                                                     | —         | 15        | —         | 95        | Radio                               |
| 1986 | "Rock the Bells"                                                                    | —         | 17        | —         | 98        | Radio                               |
| 1986 | "I Can Give You More"                                                               | —         | 21        | —         | —         | Radio                               |
| 1986 | "You'll Rock"                                                                       | —         | 59        | —         | —         | Radio                               |
| 1987 | "I'm Bad"                                                                           | 84        | 4         | —         | 71        | Bigger and Deffer                   |
| 1987 | "I Need Love"                                                                       | 14        | 1         | —         | 8         | Bigger and Deffer                   |
| 1987 | "Go Cut Creator Go"                                                                 | —         | —         | —         | 66        | Bigger and Deffer                   |
| 1988 | "Going Back to Cali" (złoto)                                                        | 31        | 12        | —         | 37        | Walking with a Panther              |
| 1989 | "I'm That Type of Guy" (złoto)                                                      | 15        | 7         | 1         | 43        | Walking with a Panther              |
| 1989 | "Big Ole Butt"                                                                      | —         | 57        | 13        | —         | Walking with a Panther              |
| 1989 | "One Shot at Love"                                                                  | —         | 68        | —         | —         | Walking with a Panther              |
| 1990 | "Jingling Baby"                                                                     | —         | 32        | 6         | —         | Walking with a Panther              |
| 1990 | "To da Break of Dawn"                                                               | —         | 17        | 17        | —         | Mama Said Knock You Out             |
| 1990 | "The Boomin' System"                                                                | 48        | 6         | 1         | 83        | Mama Said Knock You Out             |
| 1990 | "Around the Way Girl" (złoto)                                                       | 9         | 5         | 1         | 36        | Mama Said Knock You Out             |
| 1991 | "Mama Said Knock You Out" (złoto)                                                   | 17        | 12        | 1         | 41        | Mama Said Knock You Out             |
| 1991 | "6 Minutes of Pleasure"                                                             | 95        | 26        | 7         | —         | Mama Said Knock You Out             |
| 1991 | "Who's Afraid of the Big Bad Wolf?"                                                 | —         | —         | —         | —         | Simply Mad About the Mouse          |
| 1991 | "Strictly Business"                                                                 | —         | —         | —         | —         | Strictly Business OST               |
| 1993 | "How I'm Comin'"                                                                    | 57        | 28        | 1         | 37        | 14 Shots to the Dome                |
| 1993 | "Back Seat (Of My Jeep)"                                                            | 42        | 24        | 2         | —         | 14 Shots to the Dome                |
| 1993 | "Pink Cookies In a Plastic Bag Getting Crushed By Buildings"                        | 42        | 24        | 2         | —         | 14 Shots to the Dome                |
| 1993 | "Stand By Your Man"                                                                 | —         | 67        | 24        | —         | 14 Shots to the Dome                |
| 1995 | "Hey Lover" (featuring Boyz II Men) (platyna)                                       | 3         | 3         | 1         | 17        | Mr. Smith                           |
| 1996 | "Doin' It" (featuring LeShaun) (złoto)                                              | 9         | 7         | 2         | 15        | Mr. Smith                           |
| 1996 | "Loungin" (featuring Total) (platyna)                                               | 3         | 4         | 1         | 7         | Mr. Smith                           |
| 1996 | "Ain't Nobody"                                                                      | 46        | 57        | 4         | 1         | Beavis and Butt-Head Do America OST |
| 1997 | "Hit 'Em High (The Monstars' Anthem)" (z B Real, Busta Rhymes, Coolio & Method Man) | —         | 50        | —         | 8         | Space Jam OST                       |
| 1997 | "Phenomenon"                                                                        | 55        | 16        | 14        | 9         | Phenomenon                          |
| 1997 | "4, 3, 2, 1" (featuring Method Man, Redman, Master P, Canibus & DMX)                | 75        | 24        | 10        | —         | Phenomenon                          |
| 1998 | "Father"                                                                            | 18        | 12        | 1         | 10        | Phenomenon                          |
| 1998 | "Hot Hot Hot"                                                                       | —         | —         | —         | —         | Phenomenon                          |
| 1998 | "Zoom"                                                                              | —         | 101       | —         | 15        | Bulworth OST                        |
| 1999 | "Deepest Bluest"                                                                    | —         | —         | —         | —         | Deep Blue Sea OST                   |
| 2000 | "Imagine That"                                                                      | 98        | 46        | 16        | —         | G.O.A.T.                            |
| 2000 | "Take It Off"                                                                       | —         | —         | 35        | —         | G.O.A.T.                            |
| 2000 | "You and Me" (featuring Kelly Price)                                                | —         | 59        | 44        | —         | G.O.A.T.                            |
| 2000 | "Shut 'Em Down"                                                                     | —         | 88        | 31        | —         | Any Given Sunday OST                |
| 2002 | "Luv U Better"                                                                      | 4         | 1         | 2         | 7         | 10                                  |
| 2003 | "Paradise" (featuring Amerie)                                                       | 36        | 14        | 10        | 18        | 10                                  |
| 2003 | "Amazin'"                                                                           | —         | 73        | —         | —         | 10                                  |
| 2004 | "Headsprung" (złoto)                                                                | 16        | 7         | 4         | 25        | The DEFinition                      |
| 2004 | "Hush" (featuring 7 Aurelius)                                                       | 26        | 14        | 11        | 3         | The DEFinition                      |
| 2006 | "It's LL and Santana" (featuring Juelz Santana)                                     | —         | —         | —         | —         | Todd Smith                          |
| 2006 | "Control Myself" (featuring Jennifer Lopez & Jermaine Dupri)                        | 4         | 28        | 9         | 2         | Todd Smith                          |
| 2006 | "Freeze" (featuring Lyfe Jennings)                                                  | —         | 65        | —         | —         | Todd Smith                          |
| 2008 | "Baby" (featuring The-Dream)                                                        | 52        | 22        | 10        | 56        | Exit 13                             |
| 2008 | "Feel My Heart Beat" (featuring 50 Cent)                                            | —         | —         | —         | —         | Exit 13                             |
| 2010 | "LLovely Day" (featuring K-Ci & JoJo)                                               | —         | —         | —         | —         | bez albumu                          |

### Gościnnie
| Rok  | Single                                                        | Notowania    | Notowania | Notowania | Album                  |
| Rok  | Single                                                        | U.S. Hot 100 | U.S. R&B  | U.S. Rap  | Album                  |
| ---- | ------------------------------------------------------------- | ------------ | --------- | --------- | ---------------------- |
| 1991 | "Rampage" (EPMD featuring LL Cool J)                          | -            | 30        | 2         | Business as Usual      |
| 1991 | "Why Me Baby?" (Keith Sweat featuring LL Cool J)              | 44           | 2         | 4         | Keep It Comin'         |
| 1996 | "This Is for the Lover in You" (Babyface featuring LL Cool J) | 6            | 2         | –         | The Day                |
| 1998 | "Incredible" (Keith Murray featuring LL Cool J)               | -            | 70        | 36        | It's a Beautiful Thing |
| 2001 | "Fatty Girl" (Ludacris featuring LL Cool J & Keith Murray)    | 87           | 32        | 6         | The Good Life          |
| 2002 | "All I Have" (Jennifer Lopez featuring LL Cool J)             | 1            | 4         | -         | This Is Me... Then     |
| 2010 | "We Are the World 25 for Haiti" (Artists for Haiti)           | 2            | –         | –         |                        |

## Teledyski
| Rok  | Tytuł                               | Reżyser        |
| ---- | ----------------------------------- | -------------- |
| 1987 | "I'm Bad"                           |                |
| 1987 | "I Need Love"                       | Rolando Hudson |
| 1988 | "Going Back to Cali"                | Rick Menello   |
| 1989 | "I'm That Type of Guy"              | Scott Kalvert  |
| 1989 | "Big Ole Butt"                      |                |
| 1989 | "Jingling Baby"                     | Paris Barclay  |
| 1989 | "One Shot at Love"                  |                |
| 1990 | "Around the Way Girl"               |                |
| 1990 | "Mama Said Knock You Out"           | Paris Barclay  |
| 1990 | "The Boomin' System"                |                |
| 1991 | "6 Minutes of Pleasure"             | Marcus Nispel  |
| 1991 | "Strictly Business"                 | Paris Barclay  |
| 1991 | "Who's Afraid of the Big Bad Wolf?" | Scott Garen    |
| 1993 | "Stand By Your Man"                 |                |
| 1993 | "Back Seat"                         |                |
| 1993 | "Pink Cookies"                      |                |
| 1996 | "Hey Lover"                         | Hype Williams  |
| 1996 | "Doin' It"                          | Hype Williams  |
| 1996 | "Loungin' (remix)"                  | Hype Williams  |
| 1996 | "Ain't Nobody"                      | Michael Martin |
| 1996 | "Summer Love"                       |                |
| 1997 | "Phenomenon"                        | Paul Hunter    |
| 1997 | "4, 3, 2, 1"                        | Diane Martel   |
| 1997 | "Father"                            | Samuel Bayer   |
| 1997 | "Dear Mallika"                      |                |
| 1998 | "Hot, Hot, Hot"                     | Paul Hunter    |
| 2000 | "Shut 'em Down"                     | David Meyers   |
| 2000 | "Imagine That"                      | Hype Williams  |
| 2000 | "You And Me"                        |                |
| 2002 | "Luv U Better"                      | Benny Boom     |
| 2002 | "Paradise"                          | Benny Boom     |
| 2002 | "All I Have"                        | David Meyers   |
| 2004 | "Headsprung"                        | Fat Cats       |
| 2004 | "Hush"                              | Jessy Terrero  |
| 2006 | "Control Myself"                    | Hype Williams  |
| 2006 | Freeze                              |                |